# Josef von Hormayr
Josef Freiherr von Hormayr (né le 20 janvier 1781 à Innsbruck - décédé le 5 novembre 1848 à Munich) est un historien, écrivain et homme politique autrichien.

## Œuvres
- Geschichte der gefürsteten Grafschaft Tirol, Tübingen, 1806-1808,  2 volumes.
- Österreichischer Plutarch, oder Leben und Bildnisse aller Regenten des österreichischen Kaiserstaates, Wien 1807-1820, 20 volumes.
- Archiv für Geschichte, Statistik, Literatur und Kunst, Wien 1810-1828, 18 volumes.
- Taschenbuch für vaterländische Geschichte, Wien 1811-1848, 38 volumes.
- Das Heer von Innerösterreich im Krieg von 1809, Altenburg 1817
- Geschichte Andreas Hofers Altenburg 1811, zweite Auflage unter dem Titel: Das Land Tirol und der Tiroler Krieg von 1809, 1845, 2 volumes.
- Allgemeine Geschichte der neuesten Zeit, vom Tode Friedrich des Großen bis zum Pariser Frieden, Wien 1817-1819, 3 volumes.
- Wien, seine Geschichte und Denkwürdigkeiten, Wien 1823-1824, 5 volumes.
- Kleine historische Schriften und Gedächnisreden, München 1832.
- Die goldene Chronik von Hohenschwangau, München 1842.
- Lebensbilder aus dem Befreiungskrieg, 2. Auflage, Jena 1845, 3 volumes
- Das Land Tyrol und der Tyrolerkrieg von 1809, Leipzig 1845
- Anemonen aus dem Tagebuch eines alten Pilgermannes, Jena, 1845-1847, 4 volumes